# John Drummond (1er comte de Melfort)
John Drummond, 1er comte de Melfort, titré duc de Melfort dans la pairie jacobite (8 août 1650 - 25 janvier 1714), est un homme politique écossais  et proche conseiller de Jacques II. Converti catholique, Melfort et son frère le comte de Perth exhortent James à ne pas transiger avec ses adversaires, contribuant à son isolement croissant et à sa déposition finale lors de la Glorieuse Révolution de 1688 .
En exil, Melfort devient le premier secrétaire d'État jacobite, mais son impopularité auprès des autres jacobites entraîne sa démission en 1694. Il est ambassadeur papal de James à Rome mais ne réussit jamais à regagner son ancienne influence et se retire de la politique active. Il meurt à Paris le 25 janvier 1715.

## Biographie

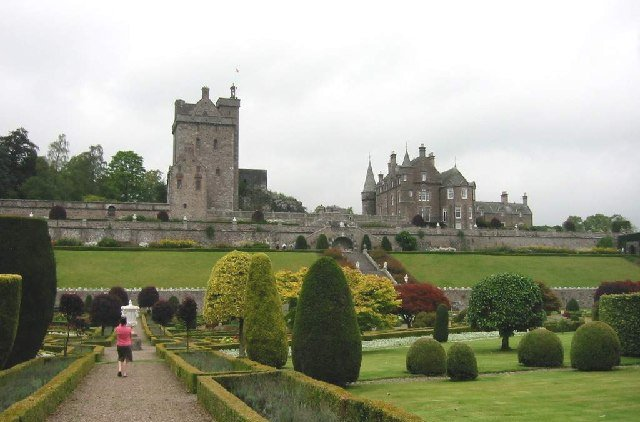
Château et jardins de Drummond

John Drummond, futur comte de Melfort, est né en 1650, probablement à Stobhall dans le Perthshire puisque la maison familiale Drummond Castle est alors occupée par la New Model Army. Deuxième fils de James Drummond, 3e comte de Perth (ca 1615-1675) et de Lady Anne Gordon (ca 1621-1656), son frère aîné James Drummond (4e comte de Perth), est un proche allié politique.
En septembre 1670, Melfort épouse Sophia Maitland, héritière du domaine de Lundin à Fife et nièce du duc de Lauderdale. Ils ont six enfants avant sa mort en 1680. Après son exil, ses titres et ses biens sont confisqués en 1695, à l'exception des biens de Sophie, qui sont transférés à leurs enfants survivants en décembre 1688. Par la suite, ils ont peu de contacts avec leur père et utilisent le nom de «Lundin».
Après la mort de Sophia en 1680, il épouse Euphemia Wallace (vers 1654-1743) et ils ont sept autres enfants, qui grandissent en France . John Drummond, 2e comte de Melfort, participe au soulèvement jacobite de 1715, tandis que ses petits-fils, John et Louis Drummond, combattent à Culloden en 1746 avec le Royal Écossais Regiment et terminent leur carrière comme officiers supérieurs français.

## Carrière

### homme politique écossais (1670-1688)

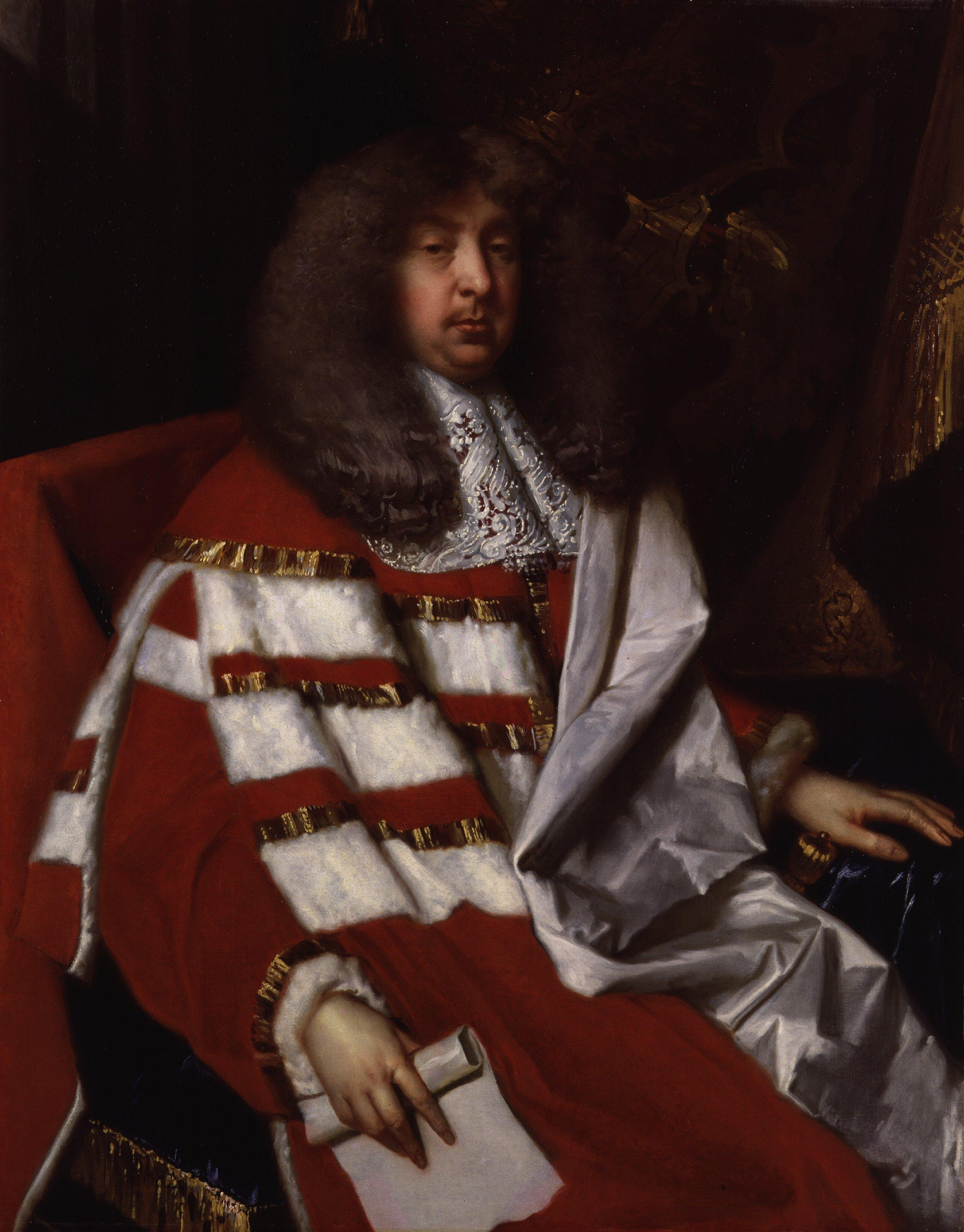
John Maitland, duc de Lauderdale. Le mariage de Drummond avec sa nièce a aidé sa carrière politique

Lauderdale est le représentant de la Couronne en Écosse et le mariage avec sa nièce apporte des terres et des positions à Melfort. En septembre 1673, il reçoit une commission de capitaine dans les gardes à pied . Il est nommé sous-gouverneur du château d'Édimbourg en 1679, puis lieutenant-général et maître de l'artillerie en 1680.
Charles II a de nombreux enfants illégitimes mais aucun légitime, laissant Jacques II comme héritier. Sa conversion au catholicisme et la menace perçue par les politiques de Louis XIV entraînent le complot papiste anti-catholique et la crise d'exclusion de 1679-1681. Cela divise la classe politique anglaise entre ceux qui veulent « exclure » James du trône, ou Whigs, et leurs adversaires, ou Tories . Il dispose d'un plus grand soutien en Écosse mais Lauderdale démissionne en 1680 après avoir voté pour l'exécution du vicomte Stafford, l'un de ceux faussement condamnés par le complot papiste.
En 1681, James devient Lord Haut-Commissaire au Parlement d'Écosse et crée une base de soutien écossaise comprenant les Drummonds, Queensberry et Hamilton . Avec leur aide, le Parlement écossais adopte le Test Act de 1681. Cela oblige les officiers du gouvernement à jurer fidélité inconditionnelle au monarque, « indépendamment de la religion » ; mais avec le qualificatif crucial, ils « promettent également de défendre la vraie religion protestante » . Melfort est nommé trésorier-député d'Écosse en 1682, puis secrétaire d'État adjoint d'Écosse en 1684, avec son frère comme Lord Chancelier.

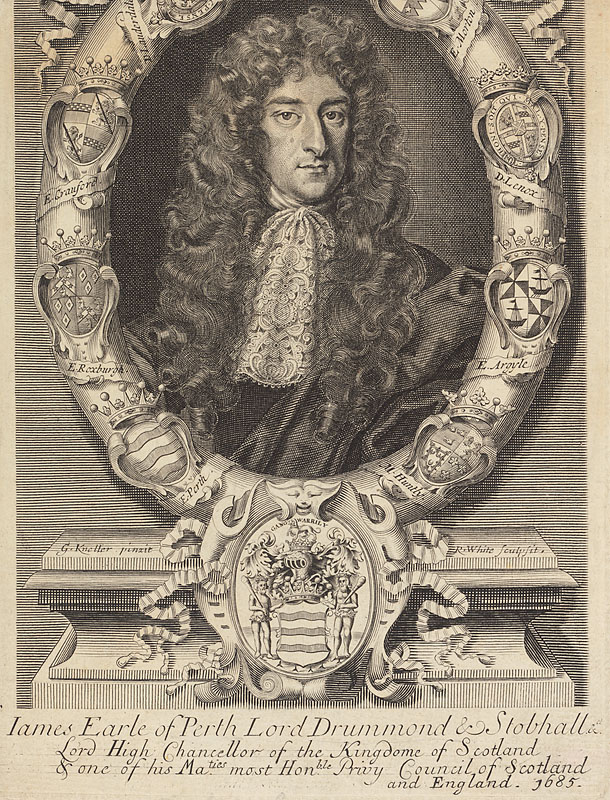
James Drummond, comte de Perth, son frère aîné et allié politique, a été arrêté en 1688 puis envoyé en exil en 1694

Les frères gouvernent effectivement l'Écosse, mais après 1684, la plupart de leur temps est passé à Londres et les déconnectent des développements politiques là-bas. En conséquence, James poursuit des politiques en Écosse sur la base d'informations obsolètes ou erronées. Ses mesures de « tolérance » étaient mal venues, en particulier lorsque l'édit d'octobre 1685 de Fontainebleau révoque la tolérance pour les huguenots français, renforçant les craintes que l'Europe protestante ne soit menacée par une contre-réforme catholique dirigée par les Français .

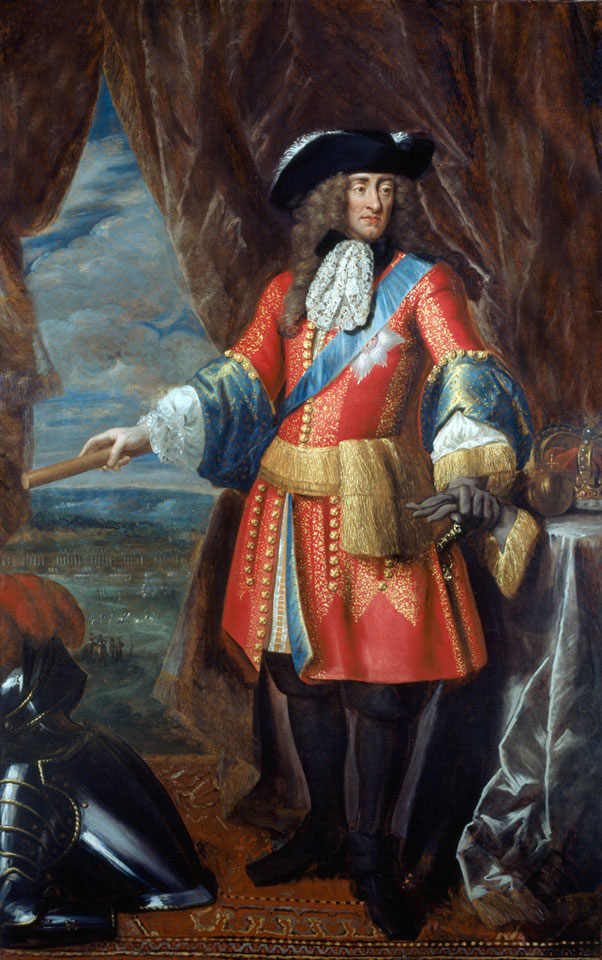
Jacques c. 1685, en tant que commandant de l'armée royale ; son expansion de l'armée a été considérée comme un autre signe de politiques absolutistes

Leur conversion au catholicisme en 1685 signifie que les Drummond s'isolent davantage, tout en soutenant des politiques qui sapent le soutien à James; même les catholiques modérés s'en inquiètent. Les divisions religieuses du XVIIe siècle amènent de nombreux Écossais à considérer les concessions comme potentiellement déstabilisantes, ce qui entraîne l'effondrement rapide des rébellions d'Argyll et de Monmouth de 1685. En 1686, le Parlement écossais est suspendu et Queensberry est contraint de quitter ses fonctions après avoir refusé de soutenir la « tolérance » pour les dissidents catholiques et presbytériens.
En 1686, Melfort est créé comte de Melfort et nommé au Conseil privé d'Angleterre, provoquant un profond ressentiment parmi les conservateurs anglais, car le conseiller le plus proche de James est isolé de la classe politique en Écosse et en Angleterre. Il est également la force motrice de l'Ordre du Chardon, un organisme destiné à récompenser les partisans écossais de James, dont les membres comprennent des catholiques comme Melfort, son frère aîné le comte de Perth, le comte de Dumbarton, ainsi que des protestants comme le comte d'Arran .
Deux événements de juin 1688 transforment l'opposition en révolte ouverte avec la naissance de James Francis Edward le 10, qui donne un héritier catholique, à l'exclusion de la fille protestante de James, Mary et de son mari Guillaume d'Orange. En poursuivant les sept évêques pour diffamation séditieuse, Jacques semble aller au-delà de la tolérance pour le catholicisme et attaquer l'Église d'Angleterre. Leur acquittement le 30 juin, détruit son autorité politique, en Écosse comme en Angleterre .
En 1685, beaucoup craignaient la guerre civile si James était contourné, en 1688, des émeutes anti-catholiques donnent l'impression que seul son élimination pouvait en empêcher une . Des représentants de toute la classe politique invitent William à monter sur le trône d'Angleterre et il débarque à Brixham le 5 novembre. Melfort demande une arrestation massive de Whigs influents en réponse, mais l'armée de James l'abandonne et il s'exile le 23 décembre.

### Exil Jacobite (1688-1715)
Ceux qui restent fidèles à James deviennent connus sous le nom de « Jacobites », d'après le latin Jacobus, et l'idéologie politique sous-jacente sous le nom de jacobitisme. Melfort quitte Londres le 3 décembre 1688 avec sa femme Euphemia et les sept enfants de son second mariage ; quelques jours plus tard, il arrive à Saint-Germain-en-Laye aux portes de Paris, siège de la cour des exilés pendant 25 ans. Le Parlement anglais offre à William et Mary le trône d'Angleterre en février, avec des élections en Écosse pour une convention devant décider du sort du trône écossais.

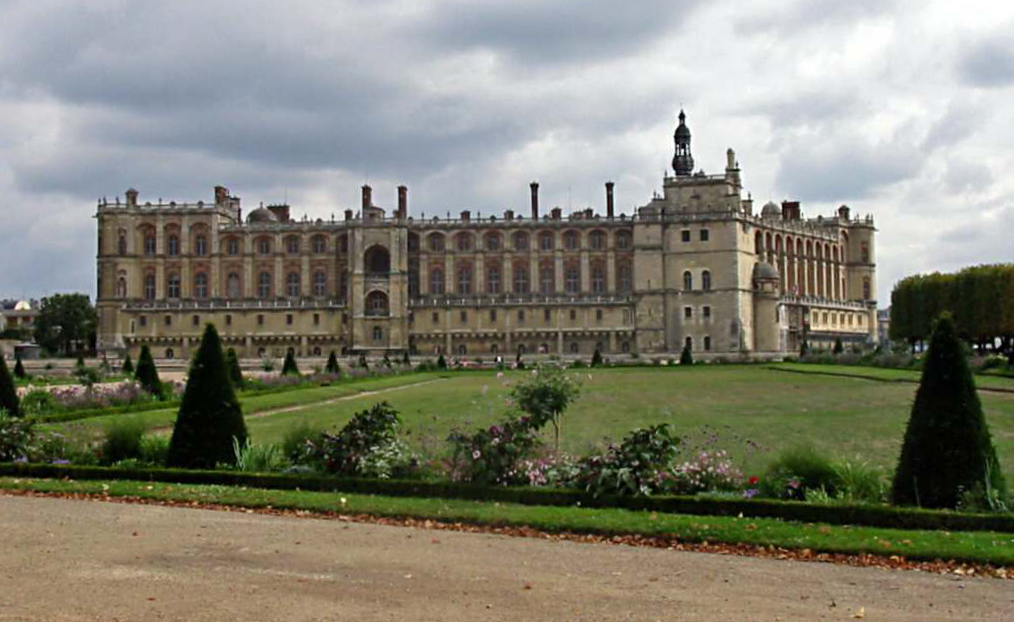
Château de Saint-Germain-en-Laye, lieu de la cour jacobite en exil

La France est engagée dans la guerre de Neuf Ans 1688-1697 contre la Grande Alliance, l'Autriche, la République hollandaise et l'Angleterre. Afin d'affaiblir ses adversaires, Louis fournit à James un soutien militaire pour reconquérir ses royaumes et en mars 1689, il débarque en Irlande, avec Melfort comme secrétaire d'État. La Convention écossaise se réunit à Édimbourg et lorsqu'elle s'ouvre le 16 mars, une lettre rédigée par Melfort est lue, exigeant l'obéissance et menaçant de punir pour non-respect .
Bien que les Jacobites engagés ne soient qu'une infime minorité, de nombreux Écossais ne sont pas enthousiastes à l'égard des alternatives ; la lettre provoque la colère du public et démontre que James n'a rien appris des événements qui ont conduit à sa déposition. Le ton reflète une dispute interne jacobite entre les « composés » protestants, qui considèrent les concessions comme essentielles pour regagner le trône, et les « non-composés » majoritairement catholiques comme Melfort, qui l'exhortent à en refuser. Sur la base d'une lecture trop optimiste de la situation militaire en 1689, la domination de Melfort et des intransigeants sur la politique jacobite persiste jusqu'en 1694 .
Melfort donne la priorité à l'Angleterre et à l'Écosse par rapport à l'Irlande, ce qui entraîne des affrontements avec le chef jacobite irlandais, le comte de Tyrconnell, et l'ambassadeur de France, le comte d'Avaux. Il est rappelé en octobre 1689 et envoyé à Rome en tant qu'ambassadeur de Jacques, mais ne réussit pas à persuader le pape Alexandre VIII ou le pape Innocent XII de soutenir Jacques et retourne à Saint-Germain en 1691. Les défaites jacobites en Écosse en 1690 et en Irlande en 1691 sont suivies de l'échec des plans d'invasion de l'Angleterre après la victoire navale anglo-néerlandaise à La Hogue en juin 1692.
En avril 1692, James publie une déclaration rédigée par Melfort indiquant clairement qu'une fois restauré, il ne pardonnerait pas à ceux qui n'auraient pas montré leur loyauté. L'encouragement de Melfort à l'intransigeance de James lui perd le soutien des jacobites français et anglais. Le comte protestant de Middleton est plus modéré et rejoint la Cour à St Germain en 1693 en tant que secrétaire adjoint, mais Melfort est contraint de démissionner en juin 1694.
Melfort se retire à Orléans puis à Rouen. Il est autorisé à retourner à St Germain en 1697, mais sa carrière politique est effectivement terminée, comme cela est confirmé en 1701 lorsqu'une lettre écrite à son frère est mal acheminée à Londres, ce qui conduit à des accusations de trahison. Après la mort de James en 1701, Melfort vit à Paris. Il meurt en janvier 1714  et est enterré dans l'église Saint-Sulpice de Paris.
En général, l'histoire n'a pas été tendre avec Melfort, son influence étant considérée comme largement négative et décrite par un historien comme « basée sur la flatterie, la courtoisie et la soumission » à la « conception exaltée de la prérogative » de James .
Le jugement de Melfort en art est réputé plus éclairé que son sens politique. Il crée deux collections importantes ; la première comprend des œuvres de Van Dyck, Rubens, Bassano et Holbein, mais est abandonnée en 1688. Il en construit un autre à Paris, qui est ouverte au public mais plus tard vendue par Euphemia, qui vit jusqu'à 90 ans.